# Claire Coffee

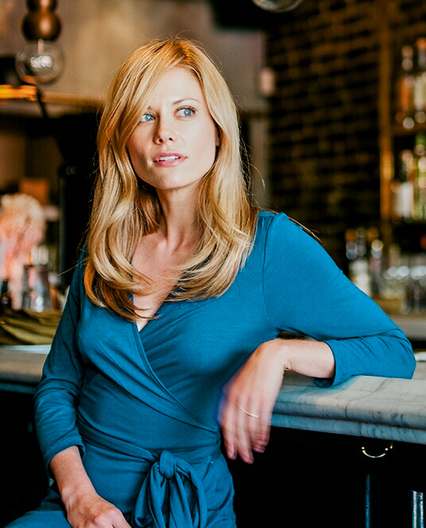
Claire Coffee (2014)

Claire Coffee (* 14. April 1980 in San Francisco, Kalifornien) ist eine US-amerikanische Fernsehschauspielerin, die von 2007 bis 2009 in 170 Folgen der Fernsehserie General Hospital mitgewirkt hat und von 2011 bis 2017 in der Serie Grimm zu sehen war.

## Leben
Coffee sammelte erste Bühnenerfahrungen in der Bay Area und der Central Coast Area, bevor sie an der Northwestern University in Evanston, Illinois studierte. Nach dem Studium, das sie mit einem Bachelor-Grad abschloss, zog sie nach Los Angeles.
Seit 2001 spielt Coffee vor allem Gast- und Nebenrollen in verschiedenen US-amerikanischen Fernsehserien wie CSI: Den Tätern auf der Spur, Bones – Die Knochenjägerin, CSI: Miami, Franklin & Bash und in Film- und Fernsehproduktionen. Eine gewisse Bekanntheit erlangte sie ab 2007 als Nadine Crowell in General Hospital. 2011–2017 verkörperte sie die Rolle der Adalind Schade in der Serie Grimm.
Coffee ist seit dem 23. Dezember 2013 mit dem Musiker Chris Thile verheiratet. Im Mai 2015 brachte sie den gemeinsamen Sohn zur Welt.

## Filmografie (Auswahl)
- 2001: The Mind of the Married Man (Fernsehserie, Episode When We Were Nice)
- 2002: The Random Years (Fernsehserie, Episode Inherit the Windbreaker)
- 2002: Leap of Faith (Fernsehserie, Episode The Baby Snugglers)
- 2002: Off Centre (Fernsehserie, Episode Diddler on the Roof)
- 2002: Yes, Dear (Fernsehserie, Episode Sammy's Independence Day)
- 2002: Hidden Hills (Fernsehserie, Episode Christmas)
- 2004: The West Wing – Im Zentrum der Macht (The West Wing, Fernsehserie, 3 Episoden Staffel 4)
- 2004: Americana
- 2004: Leave No Trace
- 2005: Wild Things 3 (Wild Things: Diamonds in the Rough)
- 2005: McBride: It's Murder, Madam (Fernsehfilm)
- 2005: Cold Case – Kein Opfer ist je vergessen (Cold Case, Fernsehserie, Episode Die Rocky Horror Show)
- 2006: 13 Graves (Fernsehfilm)
- 2006: Strong Medicine: Zwei Ärztinnen wie Feuer und Eis (Strong Medicine, Fernsehserie, Episode Unorthodox Treatment)
- 2006: Bones – Die Knochenjägerin (Bones, Fernsehserie, Episode Die Frau am Flughafen)
- 2006: CSI: Den Tätern auf der Spur (CSI: Crime Scene Investigation, Fernsehserie, Episode Teamwork)
- 2006: Psych (Fernsehserie, Episode Da möchte man in Frieden Bürgerkrieg spielen…)
- 2006: Navy CIS (Fernsehserie, Episode Schnelle Liebe)
- 2006: Death Row (Fernsehfilm)
- 2006: My Boys (Fernsehserie, Episode Mixed Signals)
- 2007: CSI: Miami (Fernsehserie, Episode „Multiple Motive“ (Deep Freeze))
- 2007–2009: General Hospital (Fernsehserie, 170 Episoden)
- 2008: Wednesday Again
- 2008: Remarkable Power
- 2009: This Might Hurt
- 2009: Mafia Lending Services (Kurzfilm)
- 2009: Chelsey & Kelsey Are Really Good Roommates
- 2009: Ted Sampon: Househusband (Fernsehserie, Episode Ted's Delicate Flour)
- 2009: The League (Fernsehserie, Episode Mr. McGibblets)
- 2010: Inventing Adam
- 2010: The Good Guys (Fernsehserie, Episode Common Enemies)
- 2011–2012: Franklin & Bash (Fernsehserie, 7 Episoden)
- 2011–2017: Grimm (Fernsehserie, 87 Episoden)
- 2012: Ein perfektes Weihnachten (Holly's Holiday)
- 2013: Royal Pains (Fernsehserie, Episode Pregnant Paws)
- 2014: Grind (Kurzfilm)
- 2016: Buddymoon
- 2017: Kevin Can Wait (Fernsehserie, Episode 1x18 Neighborhood Watch)
- 2018: I Was A Teenage Pillow Queen (Fernsehfilm)
- 2018: The Competition
- 2018–2019: S.W.A.T. (Fernsehserie, 5 Episoden)
- 2019: The Sisterhood (Fernsehfilm)
- 2019: A Daughter's Plan to Kill
- 2020: Blocks (Kurzfilm)
- 2020: Lincoln Rhyme: Der Knochenjäger (Lincoln Rhyme: Hunt for the Bone Collector, Fernsehserie, 9 Episoden)
- 2021: A New Lease on Christmas
- 2022: Lie Hard
- 2022: Law & Order (Fernsehserie, Episode 22x01 Gimme Shelter – Part Three)

## Computerspiele
- 2003: Medal of Honor: Rising Sun (Sprechrolle als Mary Griffin)